# Distrito de Indiana
El distrito de Indiana es uno de los 11 distritos de la provincia de Maynas, ubicada en el departamento de Loreto.
Sede del  Vicariato Apostólico de San José de Amazonas.
En las profundidades de las  exuberante selva amazónica donde los ríos serpentean entre una maraña de vegetación, se encuentra el distrito de Indiana.Su historia rica y compleja, se remonta en el principio de los siglos XX, cuando las riveras de los ríos napo y amazonas eran testigos mudos de un crisol de culturas y actividades económicas.

## Geografía
El distrito de Indiana, ubicado en la provincia de Maynas, región Loreto, Perú, abarca una superficie de 3297,76 km² y alberga a 10 134 habitantes, según el censo de 2017, lo que resulta en una densidad poblacional de 4.7 hab/km². El distrito comprende 60 comunidades, con una población mayoritariamente rural (62.30%) frente a la urbana (37.70%).

## Historia
Distrito creado el 21 de diciembre de 1943.

## Comunidades
| Comuidad                       | Región Natural | Altitud SNM | Población censada |
| ------------------------------ | -------------- | ----------- | ----------------- |
| Indiana                        | Omagua         | 98          | 3821              |
| Palmera II Zona                | Omagua         | 103         | 270               |
| Las Palmas I Zona              | Omagua         | 94          | 43                |
| Yanamono I Zona                | Omagua         | 98          | 63                |
| Santa Isabel                   | Omagua         | 121         | 151               |
| Augusto Salaza Bondi           | Omagua         | 96          | 36                |
| Nuevo San Juan del Amazonas    | Omagua         | 81          | 73                |
| Pucallpa                       | Omagua         | 95          | 230               |
| Santa Rosa                     | Omagua         | 127         | 159               |
| San Pedro de Manatí            | Omagua         | 84          | 109               |
| Nuevo Miraflores               | Omagua         | 108         | 30                |
| Puerto Rico                    | Omagua         | 101         | 53                |
| Santa Sofia                    | Omagua         | 99          | 21                |
| Nuevo Paraíso                  | Omagua         | 91          | 96                |
| Jorge Chavéz                   | Omagua         | 91          | 76                |
| Iquique                        | Omagua         | 112         | 226               |
| Santa Teresa                   | Omagua         | 107         | 288               |
| San Luis                       | Omagua         | 99          | 215               |
| Nuevo Uchiza                   | Omagua         | 97          | 78                |
| Ramón Castilla                 | Omagua         | 101         | 63                |
| Libertad Vainilla              | Omagua         | 92          | 152               |
| Manatí I Zona                  | Omagua         | 93          | 170               |
| Manco Capac                    | Omagua         | 96          | 267               |
| Catalan Urco                   | Omagua         | 90          | 95                |
| Manatí II Zona                 | Omagua         | 92          | 215               |
| Nuevo Triurnfo                 | Omagua         | 95          | 37                |
| Timicurillo II Zona            | Omagua         | 116         | 42                |
| Timicurillo I Zona             | Omagua         | 114         | 190               |
| Villa María                    | Omagua         | 97          | 150               |
| Recreo                         | Omagua         | 101         | 227               |
| Las Palmas                     | Omagua         | 95          | 108               |
| Timicuro Grande                | Omagua         | 93          | 142               |
| Timicuro I Zona                | Omagua         | 92          | 127               |
| San Rafael                     | Omagua         | 94          | 212               |
| Paparo                         | Omagua         | 106         | 86                |
| Santa Victoria                 | Omagua         | 103         | 107               |
| Yanayacu Timicuro              | Omagua         | 100         | 68                |
| Sinchicuy                      | Omagua         | 107         | 246               |
| Monte Carmelo                  | Omagua         | 96          | 41                |
| Villa Esther                   | Omagua         | 94          | 53                |
| Santa Cecilia                  | Omagua         | 99          | 409               |
| Nuevo Eden                     | Omagua         | 104         | 50                |
| Nuevo Berlin                   | Omagua         | 89          | 67                |
| Nueva Esperanza                | Omagua         | 101         | 37                |
| Nuevo San Pedro de Alto Manatí | Omagua         | 100         | 52                |
| 11 de Diciembre                | Omagua         | 113         | 28                |
| Nueva Libertad                 | Omagua         | 104         | 49                |
| Nuevo San José Alto Manatí     | Omagua         | 90          | 29                |
| Filadelfia                     | Omagua         | 95          | 67                |
| Yanamono II Zona               | Omagua         | 101         | 131               |
| Suni Caño                      | Omagua         | 96          | 99                |
| Fátima                         | Omagua         | 99          | 14                |
| José Sichar Valdez             | Omagua         | 121         | 101               |
| Nuevo Portal                   | Omagua         | 99          | 57                |
| Santa Victoria II Zona         | Omagua         | 94          | 57                |
| San Pedro de Fálcon            | Omagua         | 91          | 94                |

https://www.inei.gob.pe/media/MenuRecursivo/publicaciones_digitales/Est/Lib1561/16TOMO_01.pdf

## Alcaldes del distrito de Indiana
Julio Flores Vásquez                                 1963
José Vásquez Perez                                  1966
Juan Chucle Chuquimune                         1980
Octavio Santillan Santilllan                        1983
Segundo Temistocles Sangama Pacaya   1986
Elisban Ochoa Sosa                                  1989
Elisban Ochoa Sosa                                  1993
Elisban Ochoa Sosa                                  1995
Luis Edwin Tuesta Hidalgo                        1998
Elisban Ochoa Sosa                                  2002
Luis Edwin Tuesta Hidalgo                        2006
Janet Reategui RIvadeneyra                     2010
Janet Reategui RIvadeneyra                     2015
Marlon Renjifo Crisostomo                        2018
Jorge Saldaña Tenazoa                             2022
https://cej.jne.gob.pe/Autoridades